# Walid Mhadeb El Khatroushi
Walid Mhadeb El Khatroushi (Trípoli, 6 de novembro de 1985) é um futebolista líbio que atua como meia.

## Carreira
Walid Mhadeb El Khatroushi representou o elenco da Seleção Líbia de Futebol no Campeonato Africano das Nações de 2012.